# 天国の門
『天国の門』（てんごくのもん、原題: Heaven's Gate）は、マイケル・チミノの監督・脚本による1980年のアメリカ映画である。
この作品はチミノにとってかなりの意欲作であり、撮影期間と予算の超過による巨額の製作費（約4400万ドル）がかけられた。しかし、『ニューヨーク・タイムズ』に批評家が「災害」と投稿するなど評判が散々だった。また制作費に比べ興行成績が思わしくなく、映画製作会社が経営危機に追い込まれるなどの「映画災害」を引き起こした問題作である。日本での公開は1981年9月26日。

## あらすじ
1890年代のワイオミング州を舞台にしたロシア・東欧系移民の悲劇を扱った映画である。
1870年に共にハーバード大学で学んだ親友、エイブリルとアーヴァインが主人公である。そして20年後に保安官となったエイブリルはワイオミングで小規模移民牧場主となっていたアーヴァインと再会する。そして大規模WASP牧場主リーダーによる牛泥棒根絶に名を借りた移民農民皆殺し計画を知ったアーヴァインは、エイブリルに相談を持ちかけ、エイブリルの恋人のフランス系移民エラ、エラを愛する牧場主の雇われガンマンのネートを中心に、ストーリーが展開する。

## 実話との相違点
本作は、牧畜業者組合の牧場主達が、入植者達を殺すために傭兵を雇うという事件ジョンソン郡の土地紛争である「ジョンソン郡戦争」（Johnson County War）をモチーフにしているが、実際には劇中のような激しい戦闘は起きなかった。
また実在の人物名を使っているが、実際の立場とは違う。
- ジェームズ・エイブリルは実際は保安官ではなく店の主人であり、牛泥棒の嫌疑でエラ・ワトソンと共に、1889年にリンチされて殺害されている。
- ネイサン・チャンピオンは実際は雇われた殺し屋ではなく、ジョンソン郡のNWFSGA（北ワイオミング農業家畜協会）を結成したリーダーであり、牧畜業者組合と対立した為に殺されたのである。
- フランク・カントンは実際は裕福な牧童主ではなくジョンソン郡の元保安官であり、傭兵たちをまとめる為に、WSGA（ワイオミング家畜生産者協会）に雇われた男だった。
- 傭兵たちが、入植者たちの所に進行中にネート・チャンピオンとその友人を殺したのは事実であり、また劇中で焼け落ちる小屋から出る時に、ポケットに手紙を入れたのも事実である。ただし、その後はフランク・カントンとその傭兵たちが進行中に、現保安官に捕らわれてしまい、逃げた一部の傭兵たちが州知事に嘆願し、州知事がアメリカ大統領に救いを求めて、仲裁が成立している。劇中のような激しい戦闘が起きることはなかった。

## 映画制作の顛末
当初の制作費は1100万ドル。しかし、完成していた通りのセットが「馬が通れないから」との理由で改築させたり、ほんの一部しか映っていない機関車を撮るために当時走っていた実際の機関車を調達させたり、エキストラを大幅に増やしたり、撮影では撮り直しを繰り返したため、制作費を大幅にオーバーした。それでもユナイテッド・アーティスツは撮影を続けたために予算は4400万ドル（約80億円）にまで膨れ上がった。撮影されたフィルムは約46万メートルに及ぶ。
最初に編集されたバージョンは5時間30分というあまりに長すぎるものだった。そのため、UAは難色を示し、多くのシーンが削られ219分にまとめられプレミアム公開された。しかし、あまりの評判の悪さに、急遽149分の短縮版が作られ、一般公開はそれに差し替えられた。
この上映時間の大幅短縮による構成の破綻、アメリカ人の神経を逆撫でするようなテーマに対するマスコミの酷評などが祟り、映画は全くヒットせず1週間で興行を打ち切られ、チケットの払い戻しが殺到した。また台詞が音楽に隠されるなど不備も多く、第2回ゴールデンラズベリー賞の最低監督賞を受賞するなど評価も散々だった。新聞には「Heaven turns into Hell（天国の門から地獄の門へ）」という見出しが載った。一時期『ギネスブック』に「史上最悪の赤字を出した映画」として掲載されていた。映画の興行成績は僅か348万ドルであり、莫大な赤字を出した。これによって制作会社ユナイテッド・アーティスツは倒産危機に追い込まれ、MGMが救済合併して「MGM/UA」となったが、そのMGM/UAも『インチョン!』で大赤字を出すこととなった。ちなみに2013年現在では、1995年の映画で同じくMGM/UA制作の『カットスロート・アイランド』が同記録を有する映画として掲載されている。
しかし、撮影や美術の美しさ、壮大な物語構成など注目すべき点も多く、公開後数十年経った現在ではやや再評価の兆しもあり、ヨーロッパや日本では公開時から高い人気を得ている作品である。なお、ヨーロッパでは概ね、オリジナルの219分版が公開された。日本では一般に公開されたのは短縮版だったが、数年後、219分版も上映された。また、2012年にはディレクターズ・カット版として、216分に再編集された物が公開されている。
監督であるマイケル・チミノは、この大失敗でハリウッドから干されてしまったが、5年が経過した1985年、ディノ・デ・ラウレンティスのプロデュースによる『イヤー・オブ・ザ・ドラゴン』で復帰を果たしたものの、かつてのような自由な映画製作を行う事は出来ず、また興行的に成功したものは1つもないまま、2016年7月2日、自宅で死去したことが発表された。

## スタッフ
- 監督、脚本：マイケル・チミノ
- 音楽：デイヴィッド・マンスフィールド
- 撮影監督：ヴィルモス・スィグモンド

## キャスト
| 役名                             | 俳優                       | 日本語吹替                                                                                         |
| 役名                             | 俳優                       | TBS版                                                                                              |
| -------------------------------- | -------------------------- | -------------------------------------------------------------------------------------------------- |
| ジェームズ・エイブリル           | クリス・クリストファーソン | 堀勝之祐                                                                                           |
| ビリー・アーヴァイン             | ジョン・ハート             | 池水通洋                                                                                           |
| エラ・ワトソン                   | イザベル・ユペール         | 榊原良子                                                                                           |
| ネイサン・D・チャンピオン        | クリストファー・ウォーケン | 谷口節                                                                                             |
| フランク・カントン               | サム・ウォーターストン     | 若本規夫                                                                                           |
| エグルストン                     | ブラッド・ドゥーリフ       | 戸谷公次                                                                                           |
| ジョン・L・ブリッジス            | ジェフ・ブリッジス         | 沢木郁也                                                                                           |
| ニック・レイ                     | ミッキー・ローク           | 大塚芳忠                                                                                           |
| レヴェランドの医師               | ジョゼフ・コットン         | 西村知道                                                                                           |
| エキストラ出演（クレジットなし） | ウィレム・デフォー         | |
| トラッパー・フレッド             | ジェフリー・ルイス         | |
| 不明 その他                      |                            | 郷里大輔 佐藤正治 島香裕 田原アルノ さとうあい 石塚運昇 達依久子 星野充昭 色川京子 牧章子 岡のりこ |
| 日本語版スタッフ                 |                            | |
| 演出                             | 演出                       | 福永莞爾                                                                                           |
| 翻訳                             | 翻訳                       | 入江敦子                                                                                           |
| 効果                             |                            | |
| 調整                             |                            | |
| 制作                             | 制作                       | 東北新社                                                                                           |
| 解説                             |                            | |
| 初回放送                         | 初回放送                   | 1988年2月18日 『木曜ロードショー』                                                                 |

- 吹替は短縮版をTBSの深夜枠でノーカット放送したもの。2018年1月28日にザ・シネマでノーカットでHD放送された。